# Рупрехт (король Германии)
Рупрехт III Пфальцский (нем. Ruprecht von der Pfalz; 5 мая 1352, Амберг, Верхний Пфальц — 18 мая 1410, замок Ландскрон, близ Оппенхайма) — курфюрст Пфальца под именем Рупрехт III с 1398 года, король Германии с 1400 года, представитель династии Виттельсбахов. Старший сын Рупрехта II Пфальцского и Беатрисы Сицилийской, дочери короля Сицилии Педро II и Елизаветы Каринтийской.

## Биография

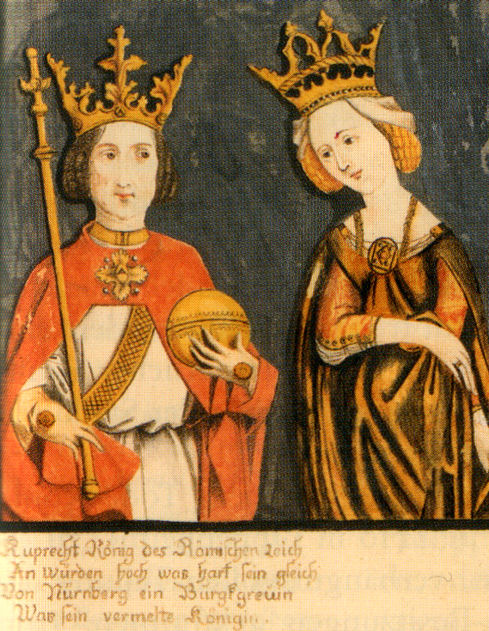
Рупрехт III Пфальцский, король Германии, со своей женой.

В 1398 году наследовал курфюршество своего отца.
Во время нахождения в плену короля Венцеля у Йоста Моравского — управлял империей.
После низложения Венцеля, проводившего большую часть своего времени в Чехии, на следующий день, 21 августа 1400 года, был избран курфюрстами Майнца, Кёльна, Саксонии и Пфальца королём Германии. В январе 1401 года был коронован в Кёльне архиепископом Фридрихом III, так как Ахен, а также Франкфурт не открыли ему ворота.
Новый король первым делом отправил армию в Чехию, чтобы заставить своего предшественника признать себя королём. Армия осадила Прагу и вскоре Венцель согласился принять все условия Рупрехта.
Затем в 1401 году Рупрехт отправился на коронацию в Италию. Перевалив через Альпы, он оказался во владениях Джана Галеаццо Висконти, которому Венцель ранее за деньги продал титул герцога Миланского. Рупрехт считал эту сделку незаконной. Он потребовал, чтобы Висконти вернул имперские лены, но герцог ответил отказом. 21 октября вблизи от Бреши произошло решительное сражение, в которой королевская армия была разбита. Рупрехт вернулся в Тренто.
Затем он предпринял ещё одну попытку перейти Альпы, но потерпел снова неудачу и весной 1402 года вследствие неимения денег (он даже был вынужден заложить имперские регалии и свою серебряную посуду) вернулся в Германию. После этого авторитет Рупрехта упал и в Германии воцарилась анархия. Он старался водворить мир в Германии, но значение королевской власти до такой степени пало, что Рупрехт везде наталкивался на противодействие.
В сентябре 1405 года архиепископ Майнцский Иоганн склонил некоторых германских правителей и 17 швабских городов заключить оборонительный маркбахский союз против Рупрехта. Король пытался протестовать против этого союза, но у него не было сил для борьбы. В декабре 1406 года он признал за князьями и имперскими городами право заключать между собой союзы для сохранения спокойствия. В результате этого он полностью потерял власть в стране.
Безуспешны были и его усилия прекратить церковный раскол.
До самой смерти Рупрехт продолжал нуждаться в деньгах. После его смерти пришлось продать королевскую корону и другие драгоценности, чтобы расплатиться с его долгами.

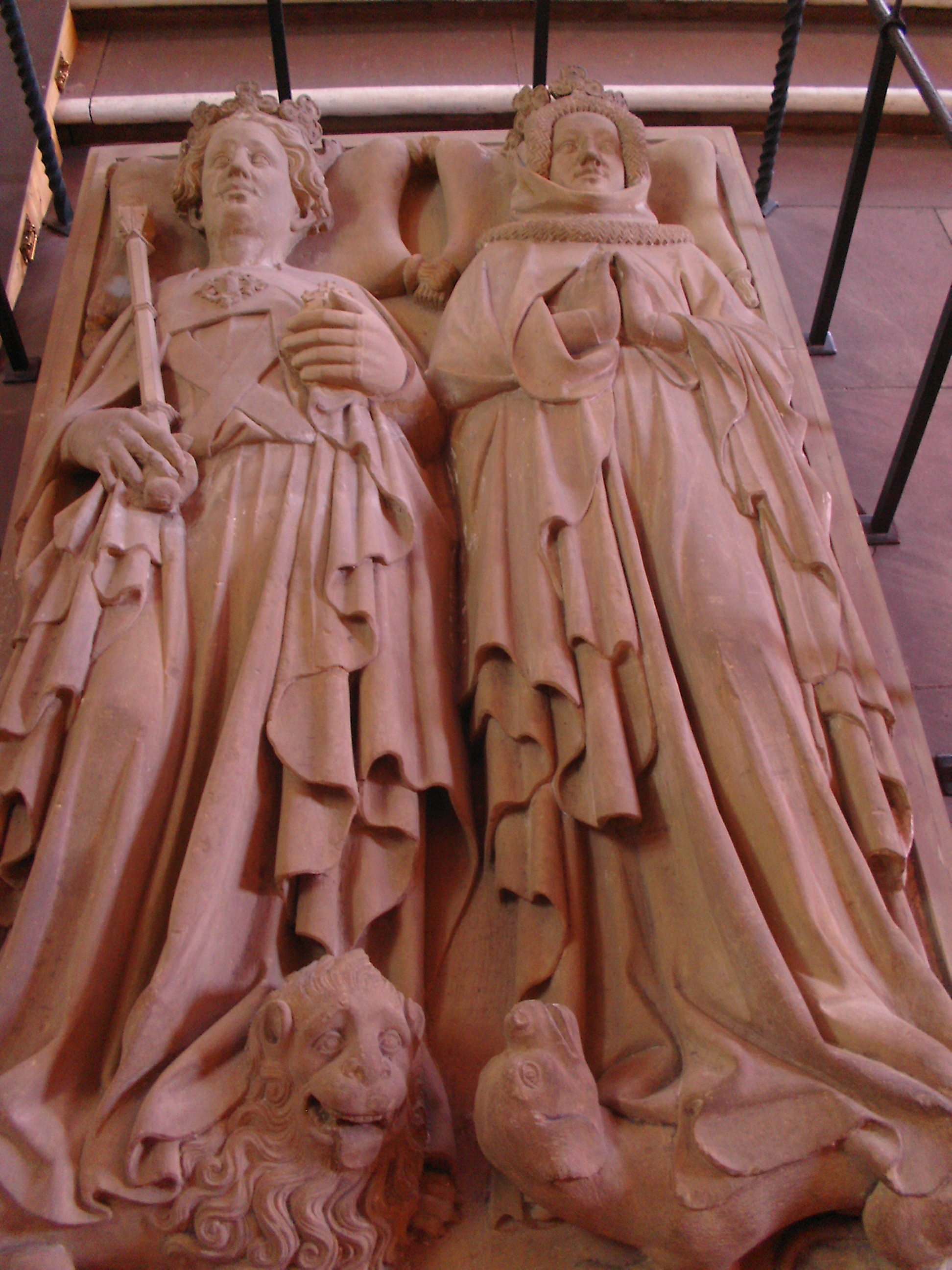
Надгробный памятник Рупрехту и Елизавете Нюрнбергской в Церкви Святого Духа в Гейдельберге

## Брак и дети
- Жена: (с 27 июня 1374 года, Амберг) — Елизавета Нюрнбергская (1358 — 26 июля 1411), дочь бургграфа Нюрнберга Фридриха V (1333 — 21 января 1398) и Елизаветы Мейсенской (22 ноября 1329 — 21 апреля 1375). Дети:
  - Рупрехт Пипан (20 февраля 1375 — 25 января 1397), наследный принц Пфальцский (с 1375 года); жена: (с 1392 года) графиня Елизавета фон Спонхайм (1365—1417), вдова графа Энгельберта III Маркского
  - Маргарита (1376 — 26 августа 1434); муж: (с 6 февраля 1393 года) Карл II (I) Смелый (1364 — 25 января 1431), герцог Лотарингии с 1390 года, коннетабль Франции (1418—1424)
  - Фридрих (1377—1401)
  - Людвиг III (23 января 1378 — 30 декабря 1436), курфюрст Пфальца (1410—1436); 1-я жена: (с 1402 года) Бланка Ланкастерская (1392 — 22 мая 1409), дочь короля Англии Генриха IV Болингброка, 2-я жена: (с 30 ноября 1417 года) Матильда Савойская (1390 — 4 мая 1438)
  - Агнесса (1379—1401); муж: (с 1400 года) граф Клевский Адольф II (I) (2 августа 1373 — 23 сентября 1448), сын графа Клевского Адольфа I (1334 — 7 сентября 1394) и Маргариты Юлихской
  - Елизавета (1381—1409); муж: (с 1407 года) герцог Австрии Фридрих IV (1382 — 24 июня 1439), сын герцога Леопольда III Справедливого (1 ноября 1351 — 9 июля 1386) и Виридис Висконти (1350 — 1 марта 1414)
  - Иоганн (1383 — 14 марта 1443), пфальцграф фон Нойбург (Вальд и Ноймарк) (с 1410 года); 1-я жена: (с 15 августа 1407 года) Катарина Померанская (1390 — 4 марта 1426), 2-я жена: (с 1428 года) Беатриса Баварская-Виттельсбах (1403 — 12 марта 1447), дочь герцога Баварии Эрнста (1373 — 2 июля 1438), вдова графа Цельского Германа III Цилли
  - Стефан (23 июня 1385 — 14 февраля 1459), пфальцграф фон Зиммерн-Цвайбрюкен (с 1410 года); жена: (с 1410 года) графиня Анна фон Фельденц (1390—1439)
  - Оттон I (24 августа 1390 — 5 июля 1461), пфальцграф фон Мосбах (с 1410 года); жена: (с 1430 года) Иоанна Баварская-Виттельсбах (1413 — 20 июля 1444), дочь Генриха XVI Богатого (1386 — 30 июля 1450)